# Mekanism (filosofi)

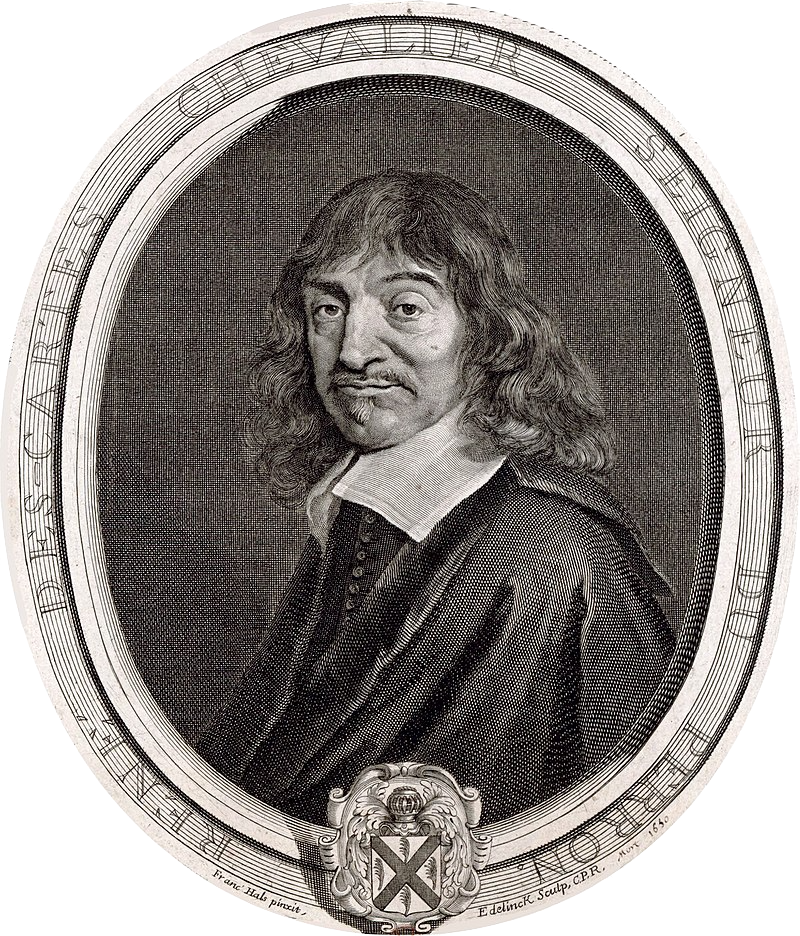
René Descartes.

Inom filosofin är mekanismen en gren som utgår ifrån att allt i naturen i grunden kan förklaras som rörelser av materiella kroppar i överensstämmelse med mekanikens lagar. Tankarna är först kända från antikens Grekland i en tid då man ofta fann tidens främsta tankar inom naturvetenskap, matematik och filosofi hos en och samma tänkare, exempelvis Thales från Miletos som vid sidan av mekanismen anses vara den första att beskriva elektriska fenomen och reflektera över elektricitet som orsaken till dem.
Nära halvannat årtusende senare kan René Descartes sägas grundlägga en ny, rent av ännu modern och giltig världsbild på mekanismen.
En drastisk, synbarligen mer lekfull men kanske något ovetenskaplig inriktning presenteras av Julien Offray de La Mettrie i verket L'homme machine och hans tankar har talrika representanter än i vår tid.